# Liste der Mitglieder der American Academy of Arts and Sciences/1818
Im Jahr 1818 wählte die American Academy of Arts and Sciences fünf Personen zu ihren Mitgliedern.

## Neugewählte Mitglieder
- Walter Channing (1786–1876)
- Chester Dewey (1784–1867)
- George Hayward (1791–1863)
- Benjamin Hobhouse (1757–1831)
- Bezaleel Howard (1753–1837)